# Orage au paradis
Pour plus de détails, voir Fiche technique et Distribution.
Orage au paradis (titre original : Raw Wind in Eden) est un film américain en CinemaScope réalisé par Richard Wilson, sorti en 1958.

## Synopsis
Laura est un jeune mannequin qui travaille à Rome, et qui un jour accepte l'offre du play-boy Wally Drucker, de se joindre à lui sur un vol charter au-dessus de la Méditerranée. L'avion a une avarie et échoue sur une petite île de la Méditerranée où un homme nommé Moore, l'indigène Urbano, et la fille de ce dernier, Costanza, semblent en être les uniques habitants.

## Fiche technique
- Titre : Orage au paradis
- Titre original : Raw Wind in Eden
- Réalisation : Richard Wilson
- Scénario : Dan Lundberg, Elizabeth Wilson (screenwriter) (en), Richard Wilson
- Musique : Hans J. Salter
- Direction artistique : Alexander Golitzen, Alfred Ybarra
- Directeur de la photographie : Enzo Serafin
- Montage : Russell F. Schoengarth
- Société de production : Universal International Pictures
- Société de distribution : Universal Pictures
- Directeur de production : William Alland
- Pays de production :  États-Unis
- Langue d'origine : anglais américain
- Format : couleur (Eastmancolor) — 35 mm — 2,35:1 (CinemaScope) — son : mono (Westrex Recording System)
- Genre : drame
- Durée : 93 minutes
- Dates de sortie :
  - États-Unis : 19 septembre 1958
  - France : 14 novembre 1958

## Distribution
- Esther Williams : Laura
- Carlos Thompson : Wally Drucker
- Jeff Chandler : Mark Moore
- Rossana Podestà : Costanza Varno
- Rik Battaglia : Gavino
- Eduardo De Filippo : Urbano Varno